# برايان كر
برايان كر (بالإنجليزية: Brian Kerr)‏ (12 أكتوبر 1981 في المملكة المتحدة - ) هو لاعب كرة قدم بريطاني في مركز الوسط. شارك مع منتخب اسكتلندا لكرة القدم. أما مع النوادي، فقد لعب مع كوفنتري سيتي ونادي إنفرنيس ونادي ماذرويل ونادي هيبرنيان ونيوكاسل يونايتد ونادي دندي ونادي اربوراث ونادي ليفينغستون لكرة القدم.

## مسيرته الكروية
لعب برايان كر خلال مسيرته الاحترافية مع 8 أندية في خمسة عشر موسمًا وسجل خلالها 9 أهداف ضمن 247 مباراة. ولم يفز بأي موسم بالكأس أو بالدوري.
خاض برايان كر مسيرته مع نادي نيوكاسل يونايتد في موسم 2000–01 واستمر معه طيلة ثلاثة مواسم، مشاركًا في 9 مباريات ولم يسجل أي هدف. ثم انتقل إلى نادي كوفنتري سيتي في موسم 2003–04 لمدة موسم واحد، حيث شارك في 12 مباراة ولم يسجل أي هدف أيضًا. لينتقل بعدها إلى نادي ماذرويل في موسم 2004–05 واستمر معه طيلة ثلاثة مواسم، مشاركًا في 79 مباراة سجل خلالها 5 أهداف. ثم انتقل إلى نادي هيبرنيان في موسم 2007–08 لمدة موسم واحد، مشاركًا في 25 مباراة سجل خلالها هدفًا واحدًا. هذا وانتقل لاحقًا إلى منتخب اسكتلندا الثانوي لكرة القدم ‏ في موسم 2008–09 لمدة موسم واحد، مشاركًا في 10 مباريات سجل خلالها هدفًا واحدًا أيضًا. ثم انتقل بعدها إلى نادي دندي في موسم 2009–10 ولمدة موسمين، مشاركًا في 35 مباراة سجل خلالها هدفًا واحدًا أيضًا. ليعود وينتقل من جديد، لكن هذه المرة إلى نادي اربوراث في موسم 2011–12 ولمدة موسمين، مشاركًا في 64 مباراة سجل خلالها هدفًا واحدًا أيضًا.

## وصلات خارجية
- برايان كر على موقع الاتحاد الإسكتلندي (الإنجليزية)
- برايان كر على موقع قاعدة بيانات كرة القدم.إي يو (الإنجليزية)
- برايان كر على موقع ناشيونال فوتبول تيمز (الإنجليزية)
- برايان كر على موقع Soccerbase.com (لاعب) (الإنجليزية)
- برايان كر على موقع عالم كرة القدم.نت (الإنجليزية)